# Аматерско позориште у Белој Паланци
Аматерско позориште у Белој Паланци је позориште које ради у оквиру Центра за културу у Белој Паланци.

## Историјат
Прву позоришну трупу у вароши су основали Јован Тошић, Јован Петровић и Јован Живковић 1920. године. Представе њихове трупе се изводе у кафани "Соколовић". Касније са ученицима Женске раденичке школе и основне школе, изводе представе у кафани Национал, у школским учионицама и у хотелу Европа. 
Учитељ Јован Тошић је режирао и спремао представу Коштана јер је хтео тиме да купи карту за чланство у ансамбл Народног позоришта Моравске бановине 1936. године.
У лето 1939. године, група ученика, омладинаца оснива Културно-уметничко друштво Луча. 
До 1941. године су углавном представе које су извођене биле: Ивкова слава, Поп Ђира и поп Спира, Сумњиво лице, Хасанагиница, Зона Замфирова, Зулумћар..
Следеће године није извођене представе због окупације и рата.

### Драмска секција КУД Крста Јоцић
После ослобођења, придаје се већа важност културној сцени Паланке. Студентска дилетантна група тада изводи представе Др, Лажа и паралажа, Зла жена . Групу су чинили: Радивој Живковић, Раде Живић, Милка Пауновић, Вида Петровић, Тиосав Петровић, Оливера Николић, Ћира Стоименовић, Видица Митић, Бисеније Јоцић, Мирјана Цветковић, Оља Симоновић, Душанка Петровић, Ружица Ганић, Миљко Ђорђевић, Миодраг Деспотовић, Вера Петровић, Љубинка Ђорђевић, Божидар Живковић, Златија Златановић. 
Тадашња власт увидевши да нема објекта за културна дешавања, почиње градњу Дома културе на месту где је била кафана Лужница. Градња је завршена 1948. године. 
Први писани траг о овој трупи налазимо у нишком листу Народне новине 1949. године.
Године 1950. КУД Крста Јоцић изводи представе Обичан човек, Подвала, Госпођа министарка, Коштана и Зона Замфирова.
Године 1952. су изводили култну представу Печалбари Антона Панова, драму са музиком и певањем из македонског живота у четири чина. 
Аматерско позориште добија своју прву награду коју су добили од Савета за просвету и културу Народне републике Србије за најуспешнији рад на народном просвећивању 1953. године. 

### Среоско аматерско позориште
На седници Народног одбора среза 25. децембра 1953. године донета је одлука о оснивању Среоског аматерског позоришта у Белој Паланци као установе са самосталним финансирањем. Прва представа је била Сеоска учитељица.
Сезона 1955/56 је обележена као кризна сезона првенствено због финансијске ситуације. Одлазак глумаца који су претежно били професори, у неке друга места како би радили исто је био велики проблем. Глумачке екипе су се стално мењале и нису могли да устале рад и представе на репертоару. Новчана средства пристижу децембра 1955. године и обнављају комад Печалбари .
Од средине јуна 1960. до децембра 1961. године, ова позоришна трупа неће извести ниједну представу. Разлог томе јесте одсуства глумаца звог служби, Савет за културу се распао а средстава уопште није било. 
Адаптација и доградња Дома културе је почела 1974. а свечано отварање је било октобра 1975. године. Грађанство је тада добило и малу салу, биоскоп и фоаје. 

### Аматерска драмска секција
Аматери су имали своју премијеру при Дому културе 1977. године. Нажалост, нису имали премијера све до 1981. године када је учитељ Љубиша Јанковић окупио глумце у Дому културе и режирао Прело међутим све је то прошло само мртво слово на папиру. Њега наслеђује Сима Ерчевић и узима пројекат у руке те је Прело изведено децембра 1981. године. 
Деведесете су златне године ове трупе. Нижу се не само представе за одрасле већ и за децу. 

## Данас
Позориште до дан данас организује Фестивал омладинских сцена Србије. Локација аматерског позоришта јесте у Центру за културу у Белој Паланци. 